# Shutter (película de 2008)
Shutter es una película de terror estadounidense de 2008, escrita por Luke Dawson y dirigida por Masayuki Ochiai. Es una adaptación de la película tailandesa homónima de 2004 y es distribuida por 20th Century Fox. Se estrenó el 21 de marzo de 2008 y recaudó $10.4 millones en su fin de semana de estreno y $48.6 millones en todo el mundo, con un presupuesto de $8 millones, a pesar de recibir un índice de aprobación de 9% a partir de 65 votos en Rotten Tomatoes.

## Trama

### Argumento
Ben y Jane acaban de casarse, pero no pueden rechazar el puesto de fotógrafo que le han ofrecido a Ben en Tokio. Nada más llegar, la pareja sufre un accidente de coche, arrollando a una mujer que se había cruzado en su camino. Al recuperar la consciencia, los dos comprueban los daños, pero no encuentran a nadie. Aun con el suceso reciente, Ben se vuelca en su trabajo, dejando sola a Jane. Sin embargo, su relación da un giro con la aparición de unas sombras blancas en las fotografías de Ben y Jane. Al parecer, es una mujer en busca de venganza.

## Reparto
- Joshua Jackson como Benjamin "Ben" Shaw.
- Rachael Taylor como Jane Shaw.
- Megumi Okina como Megumi Tanaka.
- John Hensley como Adam.
- David Denman como Bruno.
- James Kyson Lee como Ritsuo.
- Daisy Betts como Natasha.
- Maya Hazen como Seiko Nakamura.
- Yoshiko Miyazaki como Akiko.
- Kei Yamamoto como Murase.

## Doblaje
| Personaje | Actor/Actriz original | Actor/Actriz de doblaje | Actor/Actriz de doblaje |
| --------- | --------------------- | ----------------------- | ----------------------- |
| Ben       | Joshua Jackson        | Roberto Molina          | Iván Muelas             |
| Jane      | Rachael Taylor        | Xóchitl Ugarte          | Inés Blázquez           |
| Megumi    | Megumi Okina          | Dora Posada             | Mar Bordallo            |
| Bruno     | David Denman          | Gerardo Reyero          | Claudio Serrano         |
| Adam      | John Hensley          | Carlo Vázquez           | Guillermo Romero        |
| Natasha   | Daisy Betts           | Haydée Unda             | Ana María Marí          |
| Ritsuo    | James Kyson Lee       | Edson Matus             | David Robles            |
| Seiko     | Maya Hazen            | Anette Ugalde           | Adelaida López          |
| Yoko      | Eri Otoguro           | Haydée Unda             | ???                     |
| Insertos  | N/A                   | Roberto Molina          | N/A                     |